# Medaille für aufopfernde Tätigkeit in Kriegszeit
Die Medaille für aufopfernde Tätigkeit in Kriegszeit wurde am 10. November 1915 von Fürst Heinrich XXVII. von Reuß als Anerkennung für verdienstliche Leistungen auf dem Gebiet der Nächstenliebe aus Anlass des Ersten Weltkriegs gestiftet.
Das Ehrenzeichen ist eine aus Bronze gefertigte runde Medaille und zeigt auf der Vorderseite mittig die gekrönte Initiale des Stifters  H  und darunter die römischen Ziffern XXVII. Auf der Rückseite, von einem Eichenkranz umschlossen, die fünfzeilige Inschrift FÜR TREUES WIRKEN IN EISERNER ZEIT 1914.
Getragen wurde die Auszeichnung an einem gelben Band mit schwarz-roten Seitenstreifen auf der linken Brust.